# Cerkev sv. Frančiška Asiškega, Piran
Cerkev sv. Frančiška Asiškega je samostanska cerkev Minoritskega samostana v Piranu, katerega sestavni del je tudi znani piranski križni hodnik. 

## Opis
Cerkev sv. Frančiška Asiškega je  samostanska cerkev Minoritskega samostana v Piranu,  na Bolniški ulici. V bližini je tudi podružnična cerkev Marije Snežne.

## Zgodovina
Samostan sv. Frančiška Asiškega manjših bratov konventualcev (minoritov) v Piranu je bil najverjetneje ustanovljen pred letom 1301, v 13. stoletju je bilo namreč v Istri ustanovljenih skupno pet minoritskih samostanov (Trst, Koper, Poreč, Pulj in Piran). Za razliko od piranskega imajo drugi minoritski samostani v Istri ohranjeno dokumentacijo iz prvega obdobja. Na podlagi napisa na kamniti plošči na pročelju samostanske cerkve se domneva, da so minoriti prispeli v Piran koncem 13. stoletja in zgradili prvotni samostan ob cerkvici sv. Katarine.
Minoriti so sedanjo cerkev sv. Frančiška pričeli graditi leta 1301 in jo končali leta 1318, ko je bila posvečena, kar potrjuje že omenjeni napis na desni strani cerkvenega pročelja.
Ta izpričuje, da je bil v Piranu v času položitve temeljnega kamna in kasneje tudi ob zaključku gradnje cerkve podestat (župan) Mafeo Manolesso, sorodnik koprskega škofa Petra Manolessa. Kot je v svojem delu Cerkveni krajepis leta 1700 poročal koprski škof Pavel Naldini, je bil ravno škof Peter Manolessa tisti, ki je v prvih letih svojega škofovanja v Piran pripeljal člane reda manjših bratov.

## Arhitektura
Arhitekt gradnje naj bi bil Jacopo da Pola. Cerkev je bila zgrajena v gotskem slogu z elementi, ki so značilni za cerkve iz prvih časov reda manjših bratov. Prezbiterij je bil obokan, sama cerkvena ladja pa je imela vidno ostrešje in raven strop. Danes ima cerkev baročno podobo, kakršno je dobila v 18. in deloma v 19. stoletju. 

### Pročelje
Dostop do vhoda v cerkev sv. Frančiška, ki se nahaja v ožjem mestnem jedru, je iz Bolniške ulice, po pred kratkim obnovljenem stopnišču na dvignjen Frančiškov trg, v nekaterih virih Ribiški trg (nekdanje pokopališče).  Načrt za sedanjo klasicistično fasado je leta 1887 izdelal tržaški arhitekt Giovanni Righetti (1872-1901), ki je zasnoval tudi občinsko palačo na Tartinijevem trgu. Fasado je vizuelno razdelil na tri dele, ki jih med seboj ločujejo štirje pilastri in se v zgornjem delu zaključuje s trikotnim čelom. V višini prvega nadstropja sta na straneh dva pokončna okna pod trikotnim čelom. Iz pisnih virov je razvidno, da je bila prejšnja srednjeveška fasada neometana, z vidno zidavo iz grobo obdelanih kamnov, podobna je bila verjetno ohranjeni stranski fasadi cerkve na strani Bolniške ulice.

### Glavni portal
Glavni portal, ki vodi v cerkev, se zaključuje s trikotnim čelom, pod katerim je nad preklado z zanimivim napisom Deo exaltanti humiles (Bog povišuje ponižne) (Lk 1,52) vzidana polkrožna luneta z reliefom iz carrarskega marmorja, z baročnimi angelskimi glavicami in križem.

## Notranjost cerkve

### Glavni oltar
Za oltarno mizo in baročnim glavnim oltarjem se nahaja leseni redovniški molitveni kor z baldahinom iz leta 1742, ki je bil v 18. stoletju odstranjen in v 19. stoletju znova postavljen na prvotno mesto. Na zadnji steni prezbiterija se nahaja slika sv. Frančiška Asiškega iz začetka 17. stoletja.

### Stranski oltarji
Poleg glavnega oltarja je v cerkvi še pet stranskih. Ob vhodu v cerkev sta dva stranska oltarja, desni je posvečen sv. Antonu Padovanskemu, levi pa sv. Jožefu Kupertinskemu.
Naslednji trije oltarji so na levi strani, v med stebri in z oboki zgolj nakazani stranski ladji. Med njimi izstopa renesančni oltar v lombardskem slogu iz leta 1502, ki ga nekateri strokovnjaki pripisujejo Da Bissoneju. Sprva je bil del glavnega oltarja, ki so ga v 18. stoletju podrli in leta 1887 pod vodstvom Giovannija Righettija ponovno sestavili. Na njem je bila nekoč dragocena slika Marije s svetniki, ki je sedaj v Italiji, delo znanega beneškega slikarja Vittoreja Carpaccia, sedaj zgolj nakazana s kopijo. Nad oltarjem se pne s freskami bogato okrašena renesančna edikula (kupola).
Drugi oltar je posvečen devici Mariji, tretji pa Sv. Boštjanu.

### Cerkvene orgle
Prve znane orgle na pevski galeriji sta izdelal brata Vicentini leta 1535. Leta 1794 je nove orgle izdelal Antonio Callido, sin znanega orglarskega mojstra Gaetana Callida, te pa je leta 1897 Annibale Pugina iz Padove predelal v sedanjo obliko.

## Ostala notranja oprema
V notranjosti cerkve je pod tlakom 32 grobnic od katerih večina ni označenih, ena pa je tudi od družine Tartini, čeprav je bil Giuseppe Tartini pokopan v Padovi. Zadnji pokop je bil v cerkvi opravljen leta 1882. Lepo ohranjena je tudi prižnica iz začetka 16. stoletja.
Cerkev se ponaša s pravcato galerijo slik iz 17. in 18. stoletja. Napomembnejše so: Zadnja večerja, sliki papežev Aleksandra V. in Julija II., sveta Magdalena, sveti Janez Krstnik, sveti Peter in sveti Pavel ter Samarijanka ob vodnjaku.
Med novo opremo v cerkvi sodi križev pot in slika Sv. Maksimiljan Kolbe akademske slikarke Mire Ličen Krmpotić.

## Zvonik in zvonovi
Zvonik se nahaja za cerkvijo in je bil zgrajen v 13. stoletju, sočasno s cerkvijo. Skupaj s križem na vrhu je zvonik visok 30 metrov. Prvič je bil obnovljen v začetku 18. stoletja, ko je bil prenovljen tudi samostan. Znova je bil prenovljen med leti 2016 in 2017, ko so v celoti prenovili in uredili tudi fasado. 
V zvoniku so nameščeni trije zvonovi, ki pa nikoli ne zvonijo skupaj, saj je pri vlivanju srednjega zvona v Žalcu prišlo do napake in tako je nastal zvon, ki je manj kot pol tona manjši od starega (velikega). Tako se je ob obnovi kupilo manjši zvon iz župnije Planina pri Ajdovščini, saj so ga tam zaradi velikosti in tonske neskladnosti zamenjali. Zato sedaj manjša zvonova zvonita skupaj, z večjim pa se zvoni zgolj samostojno.
Zvonovi v zvoniku
| slika             | livar            | letnica | premer | višina | teža | ton      | tip |
| ----------------- | ---------------- | ------- | ------ | ------ | ---- | -------- | --- |
| [[Slika:\|150px]] | Canciani Benetke | 1847    |        |        |      | h" +6/16 |     |
| [[Slika:\|150px]] | Feniks Žalec     | 2001    |        |        |      | c" +3/16 |     |
| [[Slika:\|150px]] | Franc Mostar     |         |        |        |      | e" 4/16  |     |

## Samostan
Minoritski samostan sv. Frančiška Asiškega se nahaja ob cerkvi in ima svoj križni hodnik. Samostan je bil najverjetneje zgrajen že leta 1301, saj so bratje takrat že začeli graditi cerkev. 

## Galerija
- Notranjost cerkvene ladje
- Notranjost cerkvene ladje
- Stranski oltar v lombardskem slogu
- Prižnica
- Renesančna edikula